# L'Empire (bande dessinée)
Pour les articles homonymes, voir L'Empire.
L'Empire est le deuxième album de la série de bande dessinée Petite Histoire des colonies françaises.

## Description

### Synopsis
Dans ce deuxième tome, Gregory Jarry et Thomas Dupuis (Otto T.) racontent l'histoire de la colonisation par la France de l'Afrique, de l'Asie, du Moyen-Orient et de l'Océanie. Ils évoquent l'expansion de l'Empire colonial français ainsi que la formation du second espace colonial français.
Ce tome traverse un siècle d'histoire, de la bataille de Trafalgar en 1805 à la veille de la Première Guerre mondiale en 1914.

### Personnages
Comme dans le premier tome, c'est un Général de Gaulle gros et barbu qui raconte l'histoire de la colonisation. De nombreux personnages historiques font leur apparition : Charles X, Louis-Philippe Ier, Napoléon III, Pierre Savorgnan de Brazza, Ranavalona III, Louis Antoine de Bougainville.

## Analyse
Les deux auteurs abordent cette seconde partie de l'histoire coloniale française avec un ton critique très empreint d'ironie.